# Hörsteloe

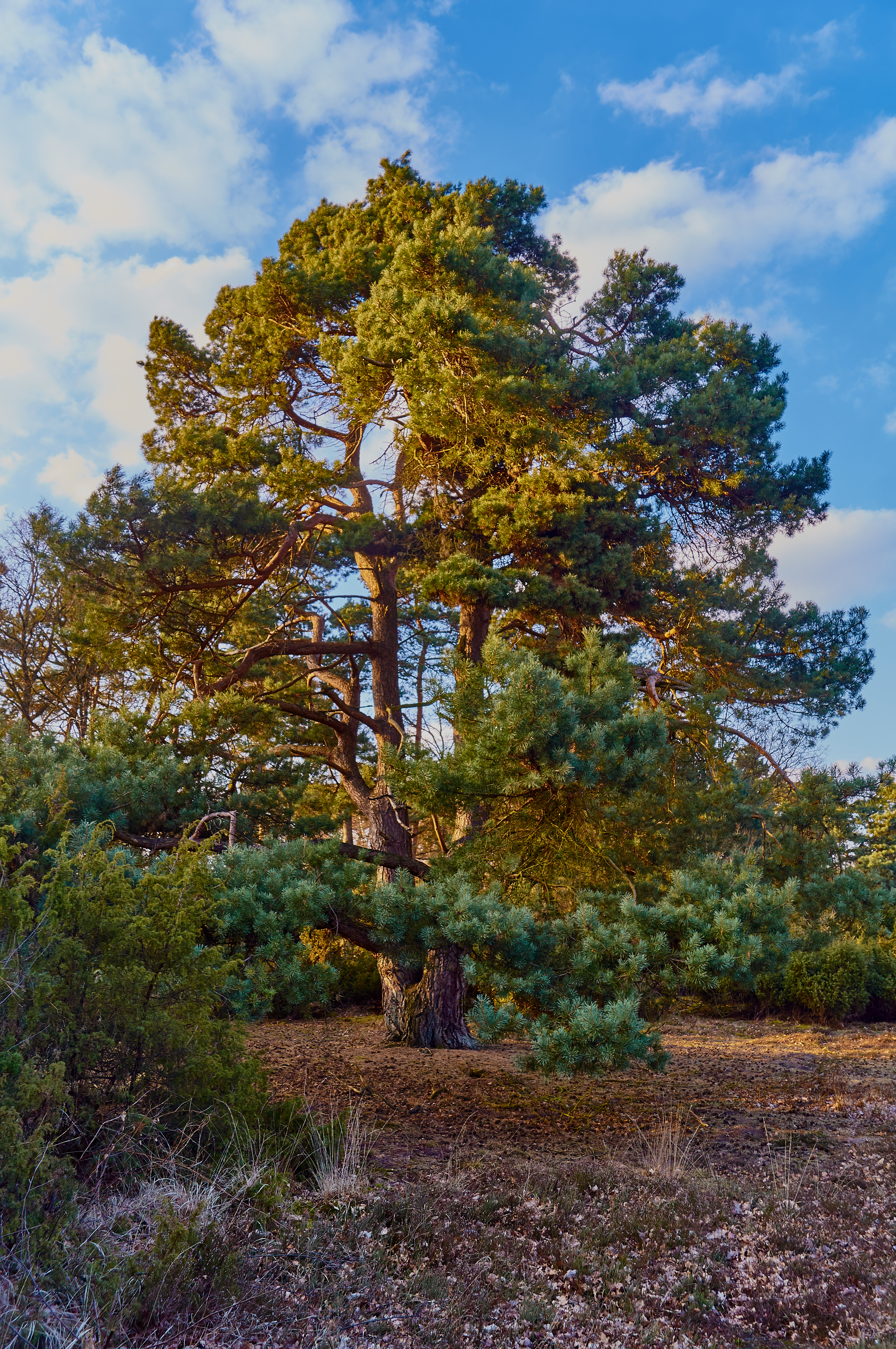
Kiefer in der Hörsteloer Wacholderheide

Hörsteloe ist eine Bauerschaft, die zum 10 km entfernten Ahaus im Kreis Borken in Nordrhein-Westfalen gehört. Sie liegt zwischen Alstätte und Ottenstein. Bis zum 1. April 1931 war Hörsteloe Teil der Landgemeinde Ammeloe.
In Hörsteloe liegt das 8,70 ha große Naturschutzgebiet Wacholderheide Hörsteloe (Kennung BOR-030).